# Batallas
Batallas är en ort i Bolivia.   Den ligger i departementet La Paz, i den västra delen av landet, 500 kilometer nordväst om huvudstaden Sucre. Batallas ligger 3 849 meter över havet och antalet invånare är 2 597.
Terrängen runt Batallas är varierad. Runt Batallas är det ganska glesbefolkat, med 43 invånare per kvadratkilometer.. Närmaste större samhälle är Huatajata, 19,5 kilometer nordväst om Batallas. 
Trakten runt Batallas består i huvudsak av gräsmarker.